# Adopcja serca
Uzasadnienie:  dwa różne artykuły o tym samym 
Adopcja serca (Adopcja na odległość, Adopcja Miłości) – forma pomocy ubogim dzieciom (najczęściej z krajów Trzeciego Świata), która służy tworzeniu partnerstwa między nimi a ofiarodawcami (rodzinami, osobami indywidualnymi czy grupami osób, jak wspólnota parafialna, grupa duszpasterska czy klasa szkolna). Darczyńcy – osoby fizyczne bądź firmy – deklarują się, podpisując deklarację wspierania dziecka lub dzieci w formie comiesięcznych opłat (zwykle 15-20 dolarów) na wyżywienie, odzież, kształcenie, ochronę zdrowia i zaspokojenie innych potrzeb. Najczęściej są to sieroty, wychowywane przez dalszą rodzinę lub ludzi obcych (nierzadko wdowy), którzy jednak – sami mając kilkoro dzieci – bez pomocy finansowej z Europy lub Ameryki nie byliby w stanie zapewnić im wykształcenia. Adopcja Serca obejmuje też dzieci pokrzywdzone przez los, które w inny sposób nie mogłyby otrzymać wykształcenia, np. dzieci osób dotkniętych trądem, ofiary tsunami itp.
Opłaty wprowadzane są na minimum rok. W przypadku gdy osoba indywidualna lub firma zadeklarowała wpłaty kwot niższych niż koszt utrzymania jednego dziecka, dziecko to posiadać może więcej niż jednego „rodzica adopcyjnego”. Ideą jest poprawienie warunków rozwoju i polepszenia startu życiowego osieroconych i bardzo ubogich dzieci w krajach Trzeciego Świata. Rodzice nie mają bezpośredniego kontaktu z dziećmi, choć zazwyczaj istnieje możliwość nawiązania korespondencji. Odbywa się to wówczas za pośrednictwem organizacji, które organizują akcję Adopcji Serca.
W Polsce tą formą pomocy zajmują się ruchy katolickie (Ruch Solidarności z Ubogimi Trzeciego Świata „Maitri”, a w jego ramach organy prawne poszczególnych ośrodków Ruchu: Stowarzyszenie Ruchu MAITRI w Gdańsku, Stowarzyszenie Adopcji Serca Maitri w Bytomiu czy Stowarzyszenie Wymiany i Pojednania w Warszawie), zakony (księża pallotyni, salezjanie siostry karmelitanki), instytuty świeckie (Sekretariat Misyjny Jeevodaya należący do Instytutu Prymasa Wyszyńskiego, organizacje kościelne Caritas), stowarzyszenia (Salezjański Wolontariat Misyjny „Młodzi Światu”), fundacje (Fundacja "Dzieci Afryki"). Wspierają one dzieci m.in. z Rwandy, Burundi, Demokratycznej Republiki Konga, Kamerunu, Sudanu, Boliwii, Indii, Sri Lanki, Indonezji, Tajlandii, Tanzanii.
Jan Paweł II, Evangelium Vitae: „Szczególnie wymownym znakiem solidarności między rodzinami jest adopcja. Wśród różnych form adopcji warto zalecić także adopcję na odległość. Ten typ adopcji nie łączy się z koniecznością wyrwania dzieci z naturalnego środowiska”.
Coraz więcej osób włącza się do społeczności „rodziców adopcyjnych na odległość”. Dla tych dzieci to jedyna szansa na wyjście z kręgu biedy, a dla wspierających ogromna radość z niesienia pomocy.